# Fußball bei den Spielen der Lusophonie

Fußball gehört bei den Spielen der Lusophonie (portugiesisch Jogos da Lusofonia), zu den Sportarten, die seit 2006 bisher ständig im Programm der Spiele waren. Teilnehmer beim Fußballwettbewerb sind National- bzw. Auswahlmannschaften der Gemeinschaft der Portugiesischsprachigen Länder. In der Regel nehmen wie bei Olympischen Spielen U23-Auswahlteams teil. Ein Turnier im Frauenfußball wurde bisher nicht ausgetragen.

## Die Turniere im Überblick
| Jahr         | Gastgeber           | Finale    | Finale     | Finale   | Spiel um Bronze | Spiel um Bronze | Spiel um Bronze |
| Jahr         | Gastgeber           | Gold      | Ergebnis   | Silber   | Bronze          | Ergebnis        | 4. Platz        |
| ------------ | ------------------- | --------- | ---------- | -------- | --------------- | --------------- | --------------- |
| 2004 Details | Macau               | Portugal  | 2:0        | Angola   | Kap Verde       | 1:0             | Mosambik        |
| 2009 Details | Lissabon (Portugal) | Kap Verde | Ligaformat | Portugal | Angola          | Ligaformat      | Mosambik        |
| 2014 Details | Goa (Indien)        | Indien    | 3:2        | Mosambik | Sri Lanka       | 3:0             | Macau           |

### Medaillenspiegel
nach 3 Turnieren
| Rang | Land      | Goldmedaille | Silbermedaille | Bronzemedaille | Gesamt |
| ---- | --------- | ------------ | -------------- | -------------- | ------ |
| 1    | Portugal  | 1            | 1              | 0              | 2      |
| 2    | Kap Verde | 1            | 0              | 1              | 2      |
| 3    | Indien    | 1            | 0              | 0              | 1      |
| 4    | Angola    | 0            | 1              | 1              | 2      |
| 5    | Mosambik  | 0            | 1              | 0              | 1      |
| 6    | Sri Lanka | 0            | 0              | 1              | 1      |